# Колесник Віталій Сергійович
Віта́лій Сергі́йович Коле́сник — майор Збройних сил України, учасник російсько-української війни.
Станом на березень 2017-го — перший заступник командира-начальник штабу, загін спецпризначення «Вега Захід». З дружиною та донькою проживає у місті Івано-Франківськ.

## Нагороди
19 липня 2014 року — за особисту мужність і героїзм, виявлені у захисті державного суверенітету та територіальної цілісності України, вірність військовій присязі під час російсько-української війни, відзначений — нагороджений орденом «За мужність» III ступеня.